# Pegas

Mapa del Istmo de Corinto donde se aprecia la ubicación de Pegas.

Pegas o Pagas (en griego, Παγαί) es el nombre de una antigua ciudad griega de Megáride.
Es citada por Tucídides que menciona que, al igual que Nisea, fue ocupada por los atenienses hacia el año 461 a. C. En el 445 a. C. estos la devolvieron al firmar un tratado de paz con los lacedemonios y sus aliados.
Estrabón señala que era un fuerte de Mégara y cifra la distancia a Nisea, que se encontraba en el otro extremo del istmo, en 120 estadios. Entre Pegas y Lequeo estaba el oráculo de Hera Acrea y un promontorio llamado Olmias. Era una ciudad marítima situada en la parte más interior del golfo de Crisa, bañada por el mar Alcionio.
Pausanias dice que, según una tradición de Mégara, era la ciudad donde reinaba el mítico rey Tereo. La sitúa cerca de la frontera con Beocia, al igual que Egóstena. Cerca de la ciudad se hallaba una roca llena de flechas que habían lanzado los medos. En la misma ciudad había una estatua de bronce de Artemisa Soteira similar a otra que había en Megara, y un heroon donde se creía que estaba Egialeo, hijo de Adrasto, uno de los Epígonos.
Se localiza en la población actual de Alepojori.